# (6680) 1970 WD
(6680) 1970 WD (1970 WD, 1989 AD1) — астероїд головного поясу, відкритий 24 листопада 1970 року чехословацьким астрономом Любошем Когоутеком.
Тіссеранів параметр щодо Юпітера — 3,556.